# Cersay

Cersay este o comună în departamentul Deux-Sèvres, Franța. În 2009 avea o populație de 994 de locuitori.